# Kujawskie Zakłady Mechaniczne KaZeteM Włocławek
Kujawskie Zakłady Mechaniczne KaZeteM Włocławek – polski producent odlewów precyzyjnych i
układów zawieszenia narzędzi do ciągników rolniczych z siedzibą we Włocławku.

## Historia
W 1884 roku Hugo Mühsam na kupionym od Ibrahima Izraela Lipmana placu, położonym przy ul. Wspólnej (obecnie Jana Kilińskiego) uruchomił zakład, przy którym funkcjonowały zakłady naprawcze maszyn i narzędzi rolniczych oraz odlewnia żelaza.
Fabryka Maszyn Rolniczych i Odlewnia Żelaza Hugo Mühsama po wojnie została przekształcona w Fabrykę Maszyn Rolniczych we Włocławku.
W 1972 r. Kujawskie Zakłady Maszyn Rolniczych we Włocławku weszły w skład Zrzeszenia Przemysłu Ciągnikowego Ursus.
Zakłady Mechaniczne URSUS we Włocławku dnia 3 grudnia 1998 r. zostały przekształcone w Kujawskie Zakłady Mechaniczne „KaZeteM” Włocławek sp. z o.o.